# Faeröers voetbalelftal in 1989
Het Faeröers voetbalelftal speelde in totaal twee interlands in het jaar 1989, de tweede en derde officiële interland uit de geschiedenis van de eilandengroep, en beide tegen Canada. Ook speelde de ploeg vier officieuze interlands. De nationale selectie stond onder leiding van de IJslandse bondscoach Páll Guðlaugsson.

## Balans
| Wedstrijden | Wedstrijden | Wedstrijden | Wedstrijden | Doelpunten | Doelpunten | Doelpunten | Punten |
| Gespeeld    | Winst       | Gelijk      | Verlies     | Voor       | Tegen      | Saldo      | Punten |
| ----------- | ----------- | ----------- | ----------- | ---------- | ---------- | ---------- | ------ |
| 2           | 1           | 0           | 1           | 1          | 1          | 0          | 1.000  |

## Interlands
|                                                                 |                   |       |        |                                                                                               |
| 14 april Vriendschappelijk № 2 «onderlinge duels» 18:30 (UTC+1) | Faeröer           | 1 – 0 | Canada | Ovara Vølli í Gundadali, Tórshavn Toeschouwers: 4.000 Scheidsrechter: Stig Frederiksson (SWE) |
| 14 april Vriendschappelijk № 2 «onderlinge duels» 18:30 (UTC+1) | Torkil Nielsen 4' |       |        | Ovara Vølli í Gundadali, Tórshavn Toeschouwers: 4.000 Scheidsrechter: Stig Frederiksson (SWE) |

|                                                               |         |                   |        | |
| 16 april Vriendschappelijk № 3 «onderlinge duels» 15:00 (UTC) | Faeröer | 0 – 1             | Canada | Klaksvíkar Ítróttarfelag Vøllur, Klaksvík Toeschouwers: 5.000 Scheidsrechter: Stig Frederiksson (SWE) |
| 16 april Vriendschappelijk № 3 «onderlinge duels» 15:00 (UTC) |         | 78' Drew Ferguson |        | Klaksvíkar Ítróttarfelag Vøllur, Klaksvík Toeschouwers: 5.000 Scheidsrechter: Stig Frederiksson (SWE) |

## Officieus
|                          |         |       |          |  |
| 6 juli Vriendschappelijk | Faeröer | 6 – 0 | Anglesey |  |
| 6 juli Vriendschappelijk |         |       |          |  |

|                          |         |       |                  |  |
| 7 juli Vriendschappelijk | Faeröer | 4 – 0 | Shetlandeilanden |  |
| 7 juli Vriendschappelijk |         |       |                  |  |

|                          |         |       |           |  |
| 8 juli Vriendschappelijk | Faeröer | 3 – 0 | Groenland |  |
| 8 juli Vriendschappelijk |         |       |           |  |

|                           |         |       |       |  |
| 12 juli Vriendschappelijk | Faeröer | 7 – 1 | Åland |  |
| 12 juli Vriendschappelijk |         |       |       |  |

## Statistieken
In onderstaand overzicht zijn alleen de officiële interlands meegenomen in de statistieken
| Jens Martin Knudsen | 1967-06-11 | NSÍ Runavík     | 2 | 0 | 0 | 3 | 0 |
| Verdediging         |            |                 |   |   |   |   |   |
| Poul Enok Hansen    | 1963-10-15 | GÍ Gøta         | 2 | 0 | 0 | 3 | 0 |
| Tummas Eli Hansen   | 1966-02-11 | B36 Tórshavn    | 2 | 0 | 0 | 2 | 0 |
| Jóannes Jakobsen    | 1961-08-25 | HB Tórshavn     | 2 | 0 | 0 | 2 | 0 |
| Kristian Petersen   | 1958-06-27 | ÍF Fuglafjørður | 2 | 0 | 0 | 3 | 0 |
| Mikkjal Danielsen   | 1960-05-16 | MB Miðvágur     | 1 | 0 | 0 | 2 | 0 |
| Middenveld          |            |                 |   |   |   |   |   |
| Torkil Nielsen      | 1964-01-26 | SÍF Sandavágur  | 2 | 0 | 1 | 3 | 1 |
| Julian Hansen       | 1963-08-02 | HB Tórshavn     | 2 | 0 | 0 | 3 | 0 |
| Abraham Hansen      | 1959-06-16 | BK Frem         | 2 | 0 | 0 | 3 | 0 |
| Magni Jarnskor      | 1968-11-16 | GÍ Gøta         | 1 | 0 | 0 | 1 | 0 |
| Aanval              |            |                 |   |   |   |   |   |
| Kári Reynheim       | 1964-02-15 | B36 Tórshavn    | 2 | 0 | 0 | 3 | 0 |
| Gunnar Mohr         | 1963-07-17 | HB Tórshavn     | 1 | 1 | 0 | 2 | 0 |
| Kurt Mørkøre        | 1969-02-02 | LÍF Leirvik     | 1 | 1 | 0 | 3 | 0 |
| Jógvan Petersen     | 1955-03-27 | B68 Toftir      | 0 | 1 | 0 | 1 | 0 |

FSF · A-internationals · Statistieken · Bondscoaches · Faeröers vrouwenelftal · Faeröer U21 · Faeröer U20 · Faeröer U19 · Faeröer U18 · Faeröer U17 · Faeröer U16
1980 – 1989 ·
1990 – 1999 ·
2000 – 2009 ·
2010 – 2019 ·
2020 – 2029
1988 · 
1989 · 
1990 ·
1991 · 
1992 · 
1993 · 
1994 · 
1995 · 
1996 · 
1997 · 
1998 · 
1999 · 
2000 · 
2001 · 
2002 · 
2003 · 
2004 · 
2005 · 
2006 · 
2007 · 
2008 · 
2009 · 
2010 · 
2011 · 
2012 · 
2013 · 
2014 · 
2015 · 
2016 ·
2017 ·
2018 ·
2019 ·
2020 ·
2021 ·
2022 ·
2023 ·
2024
Albanië ·
Andorra ·
Armenië ·
Azerbeidzjan ·
België ·
Bosnië en Herzegovina ·
Canada ·
Cyprus ·
Denemarken ·
Duitsland ·
Estland ·
Finland ·
Frankrijk ·
Georgië ·
Gibraltar ·
Griekenland ·
Hongarije ·
Ierland ·
IJsland ·
Israël ·
Italië ·
Joegoslavië ·
Kazachstan ·
Kosovo ·
Letland · 
Liechtenstein ·
Litouwen ·
Luxemburg ·
Malta ·
Moldavië ·
Nederland ·
Noord-Ierland ·
Noord-Macedonië ·
Noorwegen ·
Oekraïne ·
Oostenrijk ·
Polen ·
Portugal ·
Roemenië ·
Rusland ·
San Marino ·
Schotland ·
Servië ·
Servië en Montenegro · 
Slovenië ·
Slowakije ·
Spanje ·
Thailand ·
Tsjechië ·
Tsjecho-Slowakije ·
Turkije ·
Wales ·
Zweden ·
Zwitserland